# Hans Wagner
Hans Wagner (Riedlingen, Alemanya, ca. 1456 - Hergiswald, Suïssa, 19 de maig de 1516) fou un llec cartoixà, eremita. És venerat com a beat per l'Església Catòlica.

## Biografia
No se sap del cert quan va néixer, potser cap al 1456, a Riedlingen, a la llera del Danubi, prop d'Ulm. Ingressà en 1475 a la cartoixa d'Ittingen, prop de Frauenfeld (Turgòvia, Suïssa), com a germà llec,i hi feu els vots en 1476.
El monestir estava llavors en obres de reconstrucció, ja que estava en estat ruïnós des de 1461; les tasques eren fetes sobretot pels germans llecs. Hans trobava que aquest treball no li permetia tenir prou temps per dedicar-se a la vida contemplativa, la pregària i la meditació, que era el que desitjava. Demanà llavors al papa Innocenci VIII el permís per fer vida eremítica seguint la regla de l'Orde de la Cartoixa.
El permís li fou concedit el 16 de maig de 1489 i Hans deixà la cartoixa i, vestit amb un hàbit gris i un cilici, marxà en pelegrinatge fins que trobà un lloc solitari a la falda nord del Mont Pilat, prop de Lucerna. S'instal·là en una cova propera a l'actual església de Hergiswald (Kriens, cantó de Lucerna) i hi visqué vint anys fent pregària i penitència. El seu rigor i virtut causà l'admiració de les famílies de Lucerna, que li construïren una cabana i una capella, que fou consagrada en 1504 pel bisbe auxiliar de Constança. Un gran nombre de pelegrins i sacerdots anaven a Hergiswald per pregar amb Hans i demanar-li consell, per la qual cosa es construïren dos altars nous a la capella. Juli II concedí en 1512 indulgències especials als pelegrins que hi anessin.
L'ermità hi morí el 19 de maig de 1516. Fou sebollit vora la capella.

## Veneració
La veneració continuà, i la capella fou reconstruïda en 1621. Llavors les restes del beat es posaren en un nou sepulcre, en el qual s'inscrigué la denominació de beat, donada habitualment als eremites venerats pel poble. En 1651 es construí l'actual església barroca, amb un nou sepulcre al costat de l'Epístola.